# Mark Westoby
Mark Westoby (Hayes, 21 de septiembre de 1947) es un ecólogo británico australiano.

## Biografía
Mark Westoby nació en la localidad inglesa de Hayes, entonces parte del condado de Middlesex, ahora dentro del distrito londinense de Hillingdon. Cursó su B.Sc. en la escocesa Universidad de Edimburgo y después se trasladó a Estados Unidos para realizar su doctorado en la Universidad Estatal de Utah. Tras pasar por la Universidad de Cornell como investigador asistente, se estableció en Australia en 1975 como profesor e investigador en el departamento de Biología de la Universidad de Macquarie donde permanece en la actualidad (2021) como  profesor emérito desde 2017.
Su campo de investigación se centra en la ecología evolutiva y, dentro de ella, en las plantas como sustentadoras de todo el sistema. Sus trabajos son pioneros en la ecología basada en rasgos, la amplitud de adaptación de las especies vegetales a los ecosistemas y ha desarrollado una teoría evolutiva de costes y beneficios de las plantas sobre la base de características medibles como el tamaño de las semillas y la vida útil o el grosor de las hojas, lo que hace que las distintas magnitudes sean comparables y cuantificables. Ha podido evaluar con precisión las posibilidades de desarrollo de determinadas plantas en zonas con distintas características climáticas y de uso. Ha impulsado el desarrollo de bases de datos de rasgos vegetales a nivel mundial que ha permitido datar decenas de miles de especies en distintos biomas. Su proyecto culmina con Genes to Geoscience Research Centre, una red de laboratorios de investigación nacida en Macquarie que es también un espacio de formación avanzada, del que fue responsable de 2005 a 2016, donde se aplica y desarrolla a un tiempo la genómica, la ecología funcional, la ciencia del sistema Tierra y la paleontología.
Mark Westoby es miembro de la Academia Australiana de Ciencias, reconocido por la Academia Estadounidense de las Artes y las Ciencias como responsable de «una transición a escala global para grandes conjuntos de datos cuantitativos sobre rasgos ecológicos clave» y desarrollador de la «teoría evolutiva de costo-beneficio», motivo por el que lo nombró en 2017 miembro honorario, Científico del Año 2014 y Medalla Clarke de la Real Sociedad de Nueva Gales del Sur por sus investigaciones en ciencias naturales, profesor laureado de Australia y en 2020/2021 Premio Fundación BBVA Fronteras del Conocimiento en Ecología y Biología de la Conservación, junto a Sandra Lavorel y Sandra Myrna Díaz, por «ampliar el concepto de biodiversidad», a través de su «trabajo pionero para descubrir, describir y coordinar la medición de las características funcionales de las plantas».